# Fontein van de Sirene van Lleida

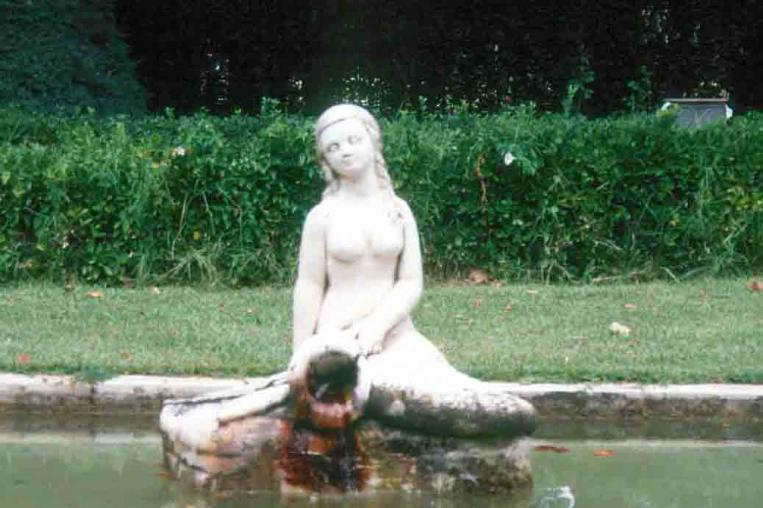
Fontein van de Sirene

De Fontein van de Sirene van Lleida staat in het Parc dels Camps Elisis in de Catalaanse stad Lleida.
De oorspronkelijke nimf van de fontein werd in 1982 vervangen door een sirene (zeemeermin) vanwege het verval van het beeld. De sirene staat boven op een rots en het water raakt een zeeschelp. Rond de sirene is een tuin vol met bloemen.